# ニック (DNA)
ニック（英: nick）は、二本鎖DNA分子中で、1本の鎖の隣接するヌクレオチドの間のホスホジエステル結合が存在せず、不連続な状態を指す。一般的に、ニックは損傷もしくは酵素作用によって形成される。ニックは複製時のDNA鎖の巻き戻しを可能にし、またリーディング鎖とラギング鎖の双方のエラーを修復するDNAミスマッチ修復機構にも関与していると考えられている。

## ニックの形成
図は超らせんを形成したプラスミド中で交差したDNAに対するニックの影響を示している。ニックはDNAが交差状態で保持しているエネルギーを放出するためにも利用される。ニックによってDNAは円形の形態をとることができるようになる。

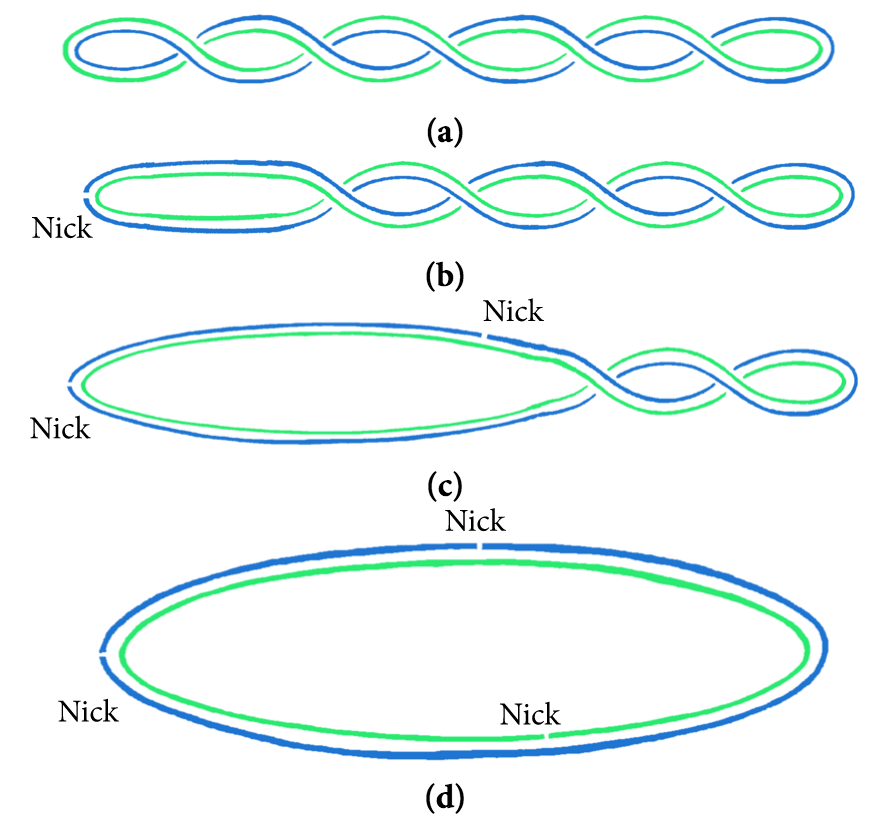
交差したDNAに対するニックの影響の模式図。プラスミドは負の超らせんを形成している(a)。交差状態から解放されるためには、ニックを利用してねじれエネルギーを放出する必要がある(b)。ニックが導入されると、負の超らせんは次第に巻き戻され(c)、最終的には円形となる(d)。

ニックはDNA損傷の結果導入されたものである場合も、細胞内での意図的な、調節された生物学的反応によって導入されたものである場合もある。ニックは物理的なせん断、過度の乾燥、また酵素によっても導入される。ピペッティングやボルテックスの際の過度に乱暴な取り扱いは、物理的ストレスによるDNAの切断やニックの導入をもたらす。DNAの過度な乾燥もDNAのホスホジエステル結合の切断をもたらす場合があり、ニックが導入される。ニッキングエンドヌクレアーゼは、ニックの形成過程を補助する。DNAの一本鎖切断（ニック）は加水分解によって形成され、その後リン酸基が失われる。このとき、DNAの構造を維持するためにDNA骨格の欠けたパーツを補うように水素結合が形成され、DNAは通常とは異なるコンフォメーションをとるようになる。

## ニックの修復
DNAリガーゼは多機能で遍在的な酵素であり、3'ヒドロキシル末端と5'リン酸末端を連結してホスホジエステル結合を形成する。そのため、ニックが入ったDNAの修復、ひいてはゲノムの正確性の維持に必要不可欠である。こうした生物学的役割は、分子クローニングにおけるプラスミドの粘着末端のシーリングにおいても非常に有用である。この酵素の重要性は、ほとんどの生物が特定のDNA修復経路専用の複数のリガーゼを持っていることからも裏付けられる。真正細菌では、リガーゼのエネルギー源ははATPではなくNAD+である。リガーゼによる修復には、ニック部位1か所につき1分子のATPもしくはNAD+が必要となる。

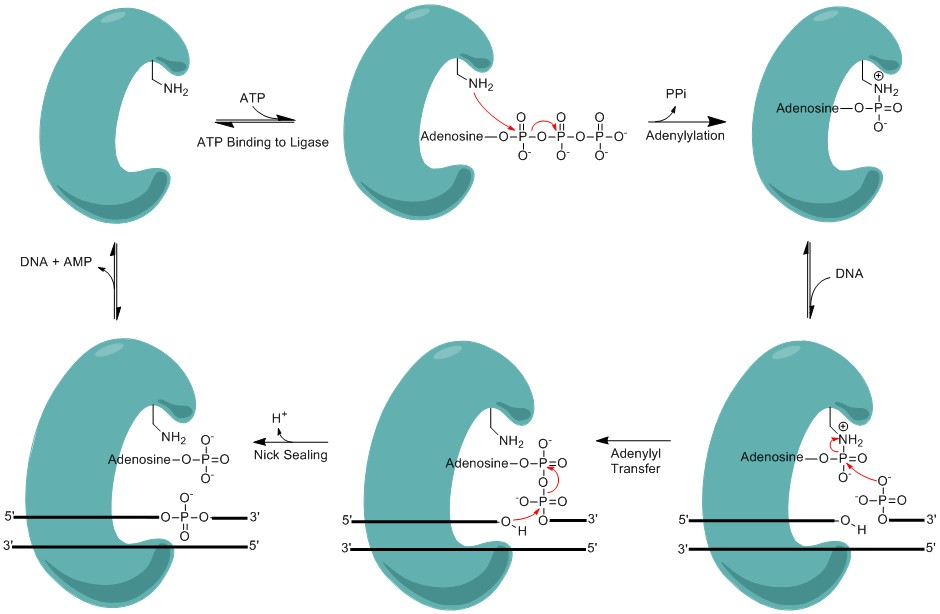
DNAリガーゼによるDNAのニックシーリング機構

こうした断片の連結の際の、リガーゼによる反応は3段階で進行する。
1. 酵素にアデノシン一リン酸（AMP）基が付加される（アデニリル化）
2. AMPがDNAに転移される
3. ホスホジエステル結合の形成（ニックシーリング）[5][6]

ニックの閉鎖を触媒するリガーゼの代表例として、大腸菌のNAD+依存性DNAリガーゼであるLigAが挙げられる。LigAは全ての細菌に存在する酵素クレードと構造的に類似している。
リガーゼにはDNA中のニックを認識する金属結合部位が存在する。リガーゼはDNA-AMP複合体を形成することで、認識を補助する。ヒトのDNAリガーゼでは、この状態の結晶構造が解かれている。このDNA-AMP中間体との複合体中では、DNAリガーゼIはニック部位の隔離とその後の修復のためにDNAにコンフォメーション変化を引き起こしている。

## 生物学的意義

### ミスマッチ修復における役割
一本鎖ニックは、修復装置が新生鎖（娘鎖）と鋳型鎖（親鎖）の識別を補助する際のマーカーとして機能する。DNAミスマッチ修復（MMR）は、ミスマッチ、すなわりDNA二重らせん中の非ワトソン・クリック型塩基対を修復することでゲノムの維持を補助するDNA修復経路である。ミスマッチ塩基対の発生源としては、複製のエラーや5-メチルシトシンの脱アミノ化によるチミンの形成などがある。大部分の細菌と真核生物において、MMRは鎖の断絶の認識によってミスマッチ二重らせんのエラー鎖へ差し向けられるが、大腸菌とその近縁細菌ではMMRはメチル化の有無に基づいて鎖へ差し向けられる。どちらの系においても、ニッキングエンドヌクレアーゼが鎖の断絶（ニック）を導入する。真核生物や大部分の細菌のMutLホモログは断絶鎖に切り込みを入れ（incision）、鎖の切除（excision）反応の開始点または終結点を導入する。同様に、大腸菌ではMutHが二重らせんの非メチル鎖にニックを入れ、切除の開始点を導入する。真核生物では、DNA複製の伸長機構はリーディング鎖とラギング鎖で異なる。ラギング鎖では岡崎フラグメントの間にニックが存在し、ライゲーションに先立ってDNAミスマッチ修復機構に容易に認識される。リーディング鎖では連続的な複製が行われるため、こちらの機構は少し複雑である。複製時には複製酵素によってリボヌクレオチドが付加され、こうしたリボヌクレオチドにリボヌクレアーゼH2と呼ばれる酵素によってニックが入れられる。ニックとリボヌクレオチドの存在によって、リーディング鎖はDNAミスマッチ修復装置に容易に認識されるようになる。
ニックトランスレーションにおいては、DNAポリメラーゼが損傷した可能性のあるヌクレオチドを切除して置換するためのマーカーとして一本鎖DNAニックが機能する。修復過程を完了するためには、DNAポリメラーゼが作用した断片の末端部において、DNAリガーゼがDNA骨格を修復する必要がある。実験室的条件下では、この過程を蛍光標識ヌクレオチドやその他の標識ヌクレオチドを導入するために利用することができる。In vitroでDNAに部位特異的に一本鎖ニックを生じさせ、ニックが入ったDNAをDNAポリメラーゼと標識ヌクレオチドが豊富に存在する環境に添加する。DNAポリメラーゼは、一本鎖のニックの部位から順にDNAヌクレオチドを標識ヌクレオチドに置換していく。

### 複製と転写における役割
ニックが入ったDNAは多くの生物学的過程で重要な役割を果たしている。一例として、DNA中の一本鎖ニックはパッキングされたDNAを巻き戻すトポイソメラーゼのための生物学的マーカーとなり、DNA複製や転写に重要である。こうしたケースでは、ニックは望ましくない細胞損傷によって形成されたものではない。
I型トポイソメラーゼはニックに近接した位置でDNAを切断し、パッキングされたDNAを巻き戻したり、さらに巻いたりする。ここでは、DNA中のニックは一本鎖切断とその後の巻き戻しのためのマーカーとして機能している。トポイソメラーゼが切断を行う際には短い欠失が生じる可能性がある。トポイソメラーゼの切断産物として全長DNA産物と短い欠失鎖が観察されるが、不活性変異体では全長のDNA鎖のみが観察される。
また、DNA中のニックはさまざまな構造的特性を生み出し、紫外線照射による損傷の修復に関与し、遺伝的組換えの主要な段階で利用される。
DNAポリメラーゼがDNA複製時の娘鎖への塩基の付加活性がニック部位で低下したり停止したりする過程は、nick idling（ニックアイドリング）と呼ばれる。これは二本鎖DNAの複製の際のラギング鎖の岡崎フラグメントと特に関係している。ラギング鎖では複製の方向はDNAポリメラーゼの進行方向と逆であるため、複製は小断片（岡崎フラグメント）ごとに行われ、ポリメラーゼ複合体は各断片の合成後に停止して再配置を行う必要がある。アイドリングはその際に複合体を停止させる役割を果たしている。
一本鎖ニックが導入された際には、DNAの構造が変化する。ホスホジエステル結合の切断によってDNAの巻き戻しが可能となり、ねじれやパッキングによって蓄積したストレスに対して強力に抵抗することができなくなるため、DNAの安定性は低下する。この安定性の低下のため、ニックが入ったDNAは分解に対する感受性が高くなる。

#### 細菌
細菌の接合伝達開始点（oriT）の内部にはnic部位が存在し、細菌の接合の開始に重要である。T-strandと呼ばれる接合伝達のための一本鎖DNAは、リラクサーゼと呼ばれる酵素によってnic部位で切断される。接合過程では、この一本鎖DNAが受容細胞に伝達される。切断が行われる前には、oriT部位に一群のタンパク質が結合していることが必要である。このタンパク質群はリラクソソームと呼ばれている。リラクソソームタンパク質とnic部位の相互作用が形成されるよう、oriT部位の一部が屈曲すると考えられている。
T-strandの切断には、リラクサーゼによるnic部位のホスホジエステル結合の切断が関与している。切断された鎖は3'末端がヒドロキシル基となっており、一本鎖は受容細胞への移動後の環状プラスミドの形成が可能となっている。